# George Coventry (10. hrabia Coventry)
George William Reginald Victor Coventry (ur. 10 września 1900, zm. w maju 1940 w Givenchy we Francji) – brytyjski arystokrata i wojskowy, syn George'a Coventry, wicehrabiego Deerhurst (syna 9. hrabiego Coventry), i Virginii Daniel, córki Williama Daniela.
Po śmierci ojca w 1927 r. został dziedzicem tytułu hrabiego Coventry. Przyjął wówczas tytuł wicehrabiego Deerhurst. Tytuł hrabiowski odziedziczył po śmierci swojego dziadka w 1930 r. Zasiadł wówczas w Izbie Lordów. Pełnił urząd Sędziego Pokoju w Worcestershire. Po wybuchu II wojny światowej wstąpił do regimentu Worcestershire w stopniu porucznika. Regiment hrabiego wszedł w skład Brytyjskiego Korpusu Ekspedycyjnego i wysłany do Francji. Lord Coventry zginął podczas odwrotu wojsk brytyjskich w kierunku Dunkierki w maju 1940 r., w miejscowości Givenchy.
17 września 1921 r. poślubił Nestę Donne Phillipps, córkę Owena Phillippsa, 1. barona Kylsant, i Mai Morris, córki Thomasa Morrisa. George i Nesta mieli razem syna i trzy córki:
- Anne Donne Coventry (ur. 17 czerwca 1922)
- Joan Blanche Coventry (10 listopada 1924 - 6 maja 1948)
- Maria Alice Coventry (ur. 2 października 1931), żona Johna Lewisa, nie ma dzieci
- George William Coventry (25 stycznia 1934 - 14 czerwca 2002), 11. hrabia Coventry